# Oleg Gorea
Oleg Gorea (1954, Sărătenii Vechi, Telenești - 2001, Chișinău) a fost un fizician din Republica Moldova, doctor în fizică și matematică, conferențiar la Universitatea de Stat din Moldova.

## Biografie
Oleg Gorea a absolvit școala N 1 din Chișinău în anul 1971 și facultatea de fizică și matematică a Universității de Stat din Moldova (1976). Membru ULCT(1967-1982). A susținut lucrarea de doctorat sub îndrumarea profesoruilui E.P. Pocatilov.
Autor a circa 60 de contribuții științifice în domeniul fizicii corpului solid.